# El Porvenir kommun, Francisco Morazán
El Porvenir är en kommun i Honduras.   Den ligger i departementet Departamento de Francisco Morazán, i den centrala delen av landet, 80 km norr om huvudstaden Tegucigalpa. Antalet invånare är 14 185. Arean är 400 kvadratkilometer.
Terrängen i El Porvenir är kuperad åt sydväst, men åt nordost är den bergig.